# Ліга 1
Ліга 1 (через спонсорські причини відома як Ліга 1 Убер Іатс) — найвищий дивізіон у системі футбольних ліг Франції. Вона була повністю професіональною, починаючи з часу заснування у 1932 році, крім сезону 1943-44 років, коли режим Віші заборонив професійний футбол.

## Історія
Ліга 1 є однією з провідних в Європі. Станом на завершення сезону 2012—13 Ліга 1 посідає шосте місце у рейтингу національних ліг УЄФА, який використовують для визначення представництва країн у єврокубках.
В історії Ліги 1 було три значних корупційних скандали (з «Олімпіком» (Антіб) у 1933 р., «Ред Стар» у 1950-x роках і «Марселем» у 1993 р.), але щоразу вона зберігала свою репутацію завдяки швидкому й доволі жорсткому покаранню винних сторін.
З сезону 2002/2003 ліга складається з 20 клубів.
82-й сезон чемпіонату 2019/2020 років не був завершений через пандемію коронавірусу та заборону спортивних змагань до вересня-місяця.

## Регламент
Команди грають одна з одною двічі протягом сезону (вдома і на виїзді). Наприкінці сезону три найгірші команди вибувають до Ліги 2. Раніше третя команда з кінця таблиці грала перехідні ігри за право грати в Лізі 1 з третьою найкращою командою Ліги 2, але починаючи з сезону 1994/95 матчі плей-оф було скасовано, і тепер три команди вибувають напряму.
Очки нараховуються згідно з міжнародними правилами: три очки за перемогу, одне за нічию й жодного — за поразку. Три очки за перемогу нараховуються починаючи з сезону 1994/1995 (раніше нараховувалося два), після випробування системи протягом 1988/89. Між 1973 і 1976 роками команді, яка забила в матчі понад два голи, нараховувалося додаткове очко з метою заохочування атакувального футболу, але випробування не принесло переконливих результатів.
Команди, які набрали однакову кількість очок, розташовуються у турнірній таблиці згідно з різницею забитих і пропущених голів, а якщо і цей показник є однаковим, то за кількістю забитих голів. До сезону 1966/67 замість цього критерію використовували коефіцієнт забитих і пропущених голів. Ця система насправді надавала перевагу командам захисного плану, що продемонстрував сезон 1961/62 років, коли Реймс випередив РКФ Париж за коефіцієнтом забитих і пропущених голів, попри однакову різницю голів і меншу кількість забитих голів (83-60 проти 86-63).

## Переможці та призери чемпіонату
| Сезон                                                         | Чемпіон                               | Віце-чемпіон        | Третій призер       |
| ------------------------------------------------------------- | ------------------------------------- | ------------------- | ------------------- |
| 1932/33                                                       | «Олімпік» (Лілль)                     | «Канн»              | -                   |
| 1933/34                                                       | «Сет»                                 | «Фів» (Лілль)       | «Олімпік» (Марсель) |
| 1934/35                                                       | «Сошо»                                | «Страсбур»          | «Расінг» (Париж)    |
| 1935/36                                                       | «Расінг» (Париж)                      | «Олімпік» (Лілль)   | «Страсбур»          |
| 1936/37                                                       | «Олімпік» (Марсель)                   | «Сошо»              | «Расінг» (Париж)    |
| 1937/38                                                       | «Сошо»                                | «Олімпік» (Марсель) | «Сет»               |
| 1938/39                                                       | «Сет»                                 | «Олімпік» (Марсель) | «Расінг» (Париж)    |
| У 1939–1945 чемпіонат не проводився через Другу світову війну |                                       |                     |                     |
| 1945/46                                                       | «Лілль»                               | «Сент-Етьєн»        | «Рубе-Туркуен»      |
| 1946/47                                                       | «Рубе-Туркуен»                        | «Реймс»             | «Страсбур»          |
| 1947/48                                                       | «Олімпік» (Марсель)                   | «Лілль»             | «Реймс»             |
| 1948/49                                                       | «Реймс»                               | «Лілль»             | «Олімпік» (Марсель) |
| 1949/50                                                       | «Бордо»                               | «Лілль»             | «Реймс»             |
| 1950/51                                                       | «Ніцца»                               | «Лілль»             | «Гавр»              |
| 1951/52                                                       | «Ніцца»                               | «Бордо»             | «Лілль»             |
| 1952/53                                                       | «Реймс»                               | «Сошо»              | «Бордо»             |
| 1953/54                                                       | «Лілль»                               | «Реймс»             | «Бордо»             |
| 1954/55                                                       | «Реймс» (Реймс)                       | «Тулуза»            | «Ланс»              |
| 1955/56                                                       | «Ніцца»                               | «Ланс»              | «Монако»            |
| 1956/57                                                       | «Сент-Етьєн»                          | «Ланс»              | «Реймс»             |
| 1957/58                                                       | «Реймс»                               | «Нім»               | «Монако»            |
| 1958/59                                                       | «Ніцца»                               | «Нім»               | «Расінг» (Париж)    |
| 1959/60                                                       | «Реймс»                               | «Нім»               | «Расінг» (Париж)    |
| 1960/61                                                       | «Монако»                              | «Расінг» (Париж)    | «Реймс»             |
| 1961/62                                                       | «Реймс»                               | «Расінг» (Париж)    | «Нім»               |
| 1962/63                                                       | «Монако»                              | «Реймс»             | «Седан»             |
| 1963/64                                                       | «Сент-Етьєн»                          | «Монако»            | «Ланс»              |
| 1964/65                                                       | «Нант»                                | «Бордо»             | «Валансьєнн»        |
| 1965/66                                                       | «Нант»                                | «Бордо»             | «Валансьєнн»        |
| 1966/67                                                       | «Сент-Етьєн»                          | «Нант»              | «Анже»              |
| 1967/68                                                       | «Сент-Етьєн»                          | «Ніцца»             | «Сошо»              |
| 1968/69                                                       | «Сент-Етьєн»                          | «Бордо»             | «Мец»               |
| 1969/70                                                       | «Сент-Етьєн»                          | «Олімпік» (Марсель) | «Седан»             |
| 1970/71                                                       | «Олімпік» (Марсель)                   | «Сент-Етьєн»        | «Нант»              |
| 1971/72                                                       | «Олімпік» (Марсель)                   | «Нім»               | «Сошо»              |
| 1972/73                                                       | «Нант»                                | «Ніцца»             | «Олімпік» (Марсель) |
| 1973/74                                                       | «Сент-Етьєн»                          | «Нант»              | «Олімпік» (Ліон)    |
| 1974/75                                                       | «Сент-Етьєн»                          | «Олімпік» (Марсель) | «Олімпік» (Ліон)    |
| 1975/76                                                       | «Сент-Етьєн»                          | «Ніцца»             | «Сошо»              |
| 1976/77                                                       | «Нант»                                | «Ланс»              | «Бастія»            |
| 1977/78                                                       | «Монако»                              | «Нант»              | «Страсбур»          |
| 1978/79                                                       | «Страсбур»                            | «Нант»              | «Сент-Етьєн»        |
| 1979/80                                                       | «Нант»                                | «Сошо»              | «Сент-Етьєн»        |
| 1980/81                                                       | «Сент-Етьєн»                          | «Нант»              | «Бордо»             |
| 1981/82                                                       | «Монако»                              | «Сент-Етьєн»        | «Сошо»              |
| 1982/83                                                       | «Нант»                                | «Бордо»             | «Парі Сен-Жермен»   |
| 1983/84                                                       | «Бордо»                               | «Монако»            | «Осер»              |
| 1984/85                                                       | «Бордо»                               | «Нант»              | «Монако»            |
| 1985/86                                                       | «Парі Сен-Жермен»                     | «Нант»              | «Бордо»             |
| 1986/87                                                       | «Бордо»                               | «Олімпік» (Марсель) | «Тулуза»            |
| 1987/88                                                       | «Монако»                              | «Бордо»             | «Монпельє»          |
| 1988/89                                                       | «Олімпік» (Марсель)                   | «Парі Сен-Жермен»   | «Монако»            |
| 1989/90                                                       | «Олімпік» (Марсель)                   | «Бордо»             | «Монако»            |
| 1990/91                                                       | «Олімпік» (Марсель)                   | «Монако»            | «Осер»              |
| 1991/92                                                       | «Олімпік» (Марсель)                   | «Монако»            | «Парі Сен-Жермен»   |
| 1992/93                                                       | Позбавлено титулу «Олімпік» (Марсель) | «Парі Сен-Жермен»   | «Монако»            |
| 1993/94                                                       | «Парі Сен-Жермен»                     | «Олімпік» (Марсель) | «Осер»              |
| 1994/95                                                       | «Нант»                                | «Олімпік» (Ліон)    | «Парі Сен-Жермен»   |
| 1995/96                                                       | «Осер»                                | «Парі Сен-Жермен»   | «Монако»            |
| 1996/97                                                       | «Монако»                              | «Парі Сен-Жермен»   | «Нант»              |
| 1997/98                                                       | «Ланс»                                | «Мец»               | «Монако»            |
| 1998/99                                                       | «Бордо»                               | «Олімпік» (Марсель) | «Олімпік» (Ліон)    |
| 1999/00                                                       | «Монако»                              | «Парі Сен-Жермен»   | «Олімпік» (Ліон)    |
| 2000/01                                                       | «Нант»                                | «Олімпік» (Ліон)    | «Лілль»             |
| 2001/02                                                       | «Олімпік» (Ліон)                      | «Ланс»              | «Осер»              |
| 2002/03                                                       | «Олімпік» (Ліон)                      | «Монако»            | «Олімпік» (Марсель) |
| 2003/04                                                       | «Олімпік» (Ліон)                      | «Парі Сен-Жермен»   | «Монако»            |
| 2004/05                                                       | «Олімпік» (Ліон)                      | «Лілль»             | «Монако»            |
| 2005/06                                                       | «Олімпік» (Ліон)                      | «Бордо»             | «Лілль»             |
| 2006/07                                                       | «Олімпік» (Ліон)                      | «Олімпік» (Марсель) | «Тулуза»            |
| 2007/08                                                       | «Олімпік» (Ліон)                      | «Бордо»             | «Олімпік» (Марсель) |
| 2008/09                                                       | «Бордо»                               | «Олімпік» (Марсель) | «Олімпік» (Ліон)    |
| 2009/10                                                       | «Олімпік» (Марсель)                   | «Олімпік» (Ліон)    | «Осер»              |
| 2010/11                                                       | «Лілль»                               | «Олімпік» (Марсель) | «Олімпік» (Ліон)    |
| 2011/12                                                       | «Монпельє»                            | «Парі Сен-Жермен»   | «Лілль»             |
| 2012/13                                                       | «Парі Сен-Жермен»                     | «Олімпік» (Марсель) | «Олімпік» (Ліон)    |
| 2013/14                                                       | «Парі Сен-Жермен»                     | «Монако»            | «Лілль»             |
| 2014/15                                                       | «Парі Сен-Жермен»                     | «Олімпік» (Ліон)    | «Монако»            |
| 2015/16                                                       | «Парі Сен-Жермен»                     | «Олімпік» (Ліон)    | «Монако»            |
| 2016/17                                                       | «Монако»                              | «Парі Сен-Жермен»   | «Ніцца»             |
| 2017/18                                                       | «Парі Сен-Жермен»                     | «Монако»            | «Олімпік» (Ліон)    |
| 2018/19                                                       | «Парі Сен-Жермен»                     | «Лілль»             | «Олімпік» (Ліон)    |
| 2019/20                                                       | «Парі Сен-Жермен»                     | «Олімпік» (Марсель) | «Ренн»              |
| 2020/21                                                       | «Лілль»                               | «Парі Сен-Жермен»   | «Монако»            |
| 2021/22                                                       | «Парі Сен-Жермен»                     | «Олімпік» (Марсель) | «Монако»            |
| 2022/23                                                       | «Парі Сен-Жермен»                     | «Ланс»              | «Олімпік» (Марсель) |
| 2023/24                                                       | «Парі Сен-Жермен»                     | «Монако»            | «Брест»             |
| 2024/25                                                       | «Парі Сен-Жермен»                     | «Олімпік» (Марсель) | «Монако»            |

## Досягнення чемпіонів
| Клуб                | Титули | Роки                                                                         |
| ------------------- | ------ | ---------------------------------------------------------------------------- |
| «Парі Сен-Жермен»   | 13     | 1986, 1994, 2013, 2014, 2015, 2016, 2018, 2019, 2020, 2022, 2023, 2024, 2025 |
| «Сент-Етьєн»        | 10     | 1957, 1964, 1967, 1968, 1969, 1970, 1974, 1975, 1976, 1981                   |
| «Олімпік» (Марсель) | 9      | 1937, 1948, 1971, 1972, 1989, 1990, 1991, 1992, 2010                         |
| «Монако»            | 8      | 1961, 1963, 1978, 1982, 1988, 1997, 2000, 2017                               |
| «Нант»              | 8      | 1965, 1966, 1973, 1977, 1980, 1983, 1995, 2001                               |
| «Олімпік» (Ліон)    | 7      | 2002, 2003, 2004, 2005, 2006, 2007, 2008                                     |
| «Реймс»             | 6      | 1949, 1953, 1955, 1958, 1960, 1962                                           |
| «Бордо»             | 6      | 1950, 1984, 1985, 1987, 1999, 2009                                           |
| «Лілль»             | 4      | 1946, 1954, 2011, 2021                                                       |
| «Ніцца»             | 4      | 1951, 1952, 1956, 1959                                                       |
| «Сет»               | 2      | 1934, 1939                                                                   |
| «Сошо»              | 2      | 1935, 1938                                                                   |
| «Олімпік» (Лілль)   | 1      | 1933                                                                         |
| «Расінг» (Париж)    | 1      | 1936                                                                         |
| «Рубе-Туркуен»      | 1      | 1947                                                                         |
| «Страсбур»          | 1      | 1979                                                                         |
| «Осер»              | 1      | 1996                                                                         |
| «Ланс»              | 1      | 1998                                                                         |
| «Монпельє»          | 1      | 2012                                                                         |

## Учасники
Гравці, що провели найбільше матчів в історії чемпіонатів Франції

Станом на 28 листопада 2022 
(жирним шрифтом позначено діючих гравців Ліги 1)
| Місце | Ім'я                   | Роки      | Ігор |
| ----- | ---------------------- | --------- | ---- |
| 1     | Мікаель Ландро         | 1997—2014 | 618  |
| 2     | Жан-Люк Етторі         | 1975—1994 | 602  |
| 3     | Домінік Дропсі         | 1972—1989 | 596  |
| 4     | Домінік Барателлі      | 1967—1985 | 593  |
| 5     | Ален Жиресс            | 1970—1988 | 587  |
| 6     | Сільвен Кастендеш      | 1982—2001 | 577  |
| 7     | Патрік Баттістон       | 1973—1991 | 558  |
| 8     | Джекі Нові             | 1964—1980 | 545  |
| 9     | Роже Марш              | 1944—1962 | 542  |
| 10-11 | Жан-Поль Бертран-Деман | 1969—1988 | 532  |
| 10-11 | Анрі Мішель            | 1966—1982 | 532  |

## Бомбардири
Станом на кінець сезону 2023/24
| Місце | Ім'я             | Роки      | Голи |
| ----- | ---------------- | --------- | ---- |
| 1     | Деліо Онніс      | 1971—1986 | 299  |
| 2     | Бернар Лякомб    | 1969—1987 | 255  |
| 3     | Ерве Ревеллі     | 1965—1978 | 216  |
| 4     | Роже Куртуа      | 1932—1956 | 210  |
| 5     | Таде Цисовський  | 1947—1961 | 206  |
| 6     | Роже П'янтоні    | 1950—1966 | 203  |
| 7     | Кіліан Мбаппе    | 2015—2024 | 191  |
| 8     | Джозеф Уйлакі    | 1947—1964 | 189  |
| 9     | Фльорі Ді Налло  | 1960—1975 | 187  |
| 10    | Карлос Б'янкі    | 1973—1980 | 179  |
| 11    | Гуннар Андерссон | 1950—1960 | 179  |

## Українці в Лізі 1
Першим українцем у французькій лізі, мабуть, був колишній гравець львівської «України» та київського «Динамо» Олександр Скоцень, який протягом 1948-1950 років зіграв за «Ніццу» 45 ігор, у котрих забив 23 голи.
| Гравець             | Клуб              | Сезон   | Ігри | Голи |
| ------------------- | ----------------- | ------- | ---- | ---- |
| Олександр Заваров   | «Нансі»           | 1990/91 | 30   | 7    |
| Олександр Заваров   | «Нансі»           | 1991/92 | 28   | 3    |
| Павло Яковенко      | «Сошо»            | 1992/93 | 3    | 0    |
| Павло Яковенко      | «Сошо»            | 1993/94 | 3    | 1    |
| Сергій Скаченко     | «Мец»             | 1999/00 | 16   | 4    |
| Сергій Скаченко     | «Мец»             | 2000/01 | 8    | 0    |
| Сергій Скаченко     | «Мец»             | 2001/02 | 3    | 0    |
| Максим Левицький    | «Сент-Етьєн»      | 2000/01 | 15   | 0    |
| Юрій Яковенко       | «Аяччо»           | 2013/14 | 2    | 0    |
| Микола Кухаревич    | «Труа»            | 2021/22 | 2    | 0    |
| Данило Ігнатенко    | «Бордо»           | 2021/22 | 11   | 0    |
| Руслан Маліновський | «Марсель»         | 2022/23 | 20   | 1    |
| Едуард Соболь       | «Страсбур»        | 2022/23 | 15   | 0    |
| Едуард Соболь       | «Страсбур»        | 2023/24 | 3    | 0    |
| Едуард Соболь       | «Страсбур»        | 2024/25 | 10   | 0    |
| Ілля Забарний       | «Парі Сен-Жермен» | 2025/26 | 1    | 0    |